# Афанасьев, Дмитрий Михайлович
Афанасьев Дмитрий Михайлович (26 октября (8 ноября) 1899 — 8 марта 1972) — гвардии полковник, активный участник Гражданской и Великой Отечественной войн, член РКП (б) с ноября 1919 г., военный инженер.

## Биография
Родился 26 октября (8 ноября) 1899 года в деревне Малая Алисова Тельченского района Орловской губернии в батрацкой семье.
В 1916 году окончил городское 4-х классное училище. 
С 1916 по 1919 год работал в депо города Тула.
В июле 1919 года добровольно вступил в Красную Армию, в этом же году поступил на 1-е Московские инженерные курсы.
Принимал участие в Гражданской войне, воевал на Южном фронте.
С 1925 по 1930 год обучался в Военно-технической академии (Москва).
В 1931—1937 годах принимал участие в строительстве укрепрайонов в Молдавии, Киеве, на Карельском перешейке.
С 1937 по 1941 год работал в должности начальника первого отдела Главного военно-инженерного управления Красной Армии.
В 1941 году за заслуги по укреплению границ награждён орденом «Знак почета».
С начала Великой Отечественной войны выехал на фронт в качестве заместителя начальника инженерных войск фронта резервных армий. Руководил строительством оборонительных рубежей различных участков фронта.
В октябре 1941 г. получил назначение формировать 20-ю сапёрную бригаду, с которой в январе 1942 года выступил в район Новый Оскол — Валуйки Юго-Западного фронта.
В июле 1942 года вызван в Москву в распоряжение начальника инженерных войск Красной Армии и назначен начальником штаба инженерных войск 31 армии Западного фронта. В августе—сентябре 1942 года принимал участие в проводимых наступательных операциях, 4—7 августа в должности коменданта переправы лично руководил переправой войск и танков на реке Держа в районе Погорелое Городище. С 9 по 14 августа под непрерывным артиллерийским, миномётным огнём и бомбёжками противника лично руководил строительством моста и временных переправ на реке Вазуза в районе села Высокино и города Зубцов. Несмотря на неоднократные разрушения и большие жертвы переправы были наведены и 14 августа началась переправа танков и артиллерии.
С декабря 1942 года по август 1943 года — в должности начальника инженерных войск 30 армии (с мая 1943 года — 10-я гвардейская). В марте — апреле 1943 года руководил инженерным обеспечением Ржевской наступательной операции.
1 августа 1943 года назначен на должность начальника инженерных войск 61-й армии. В составе армии принимал участие в Орловской стратегической наступательной операции «Кутузов», форсировании Днепра, Гомельско-Речицкой, Калинковичско-Мозырской, Белорусской (1944 год) наступательных операциях, Варшавско-Познанской операции (1945 год), в феврале — начале апреля 1945 года — в Восточно-Померанской и Берлинской операциях.
В апреле 1945 года назначен на должность начальника инженерных войск Сибирского военного округа. Принимал участие в разгроме Квантунской армии.
В 1946—1954 годах — преподаватель, заместитель начальника кафедры Военно-инженерной академии им. Куйбышева.
В 1954—1956 гг. — работал в Китае в качестве военного советника.
С 1957 года — на пенсии. Работал в одном из НИИ города Москвы.

## Награды
- орден «Знак почёта» (ноябрь 1941 года)
- орден Красного знамени (январь 1944 года)
- орден Богдана Хмельницкого III степени (июль 1944 года)
- орден Красного знамени (ноябрь 1944 года)[5]
- орден Ленина (февраль 1945 года)
- орден Красного знамени (ноябрь 1950 года)[2]
- орден Красной звезды (февраль 1968 года)